# Trubadúr

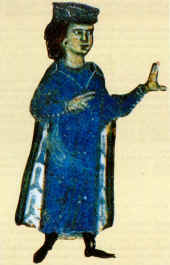
Vilém IX. Akvitánský, první známý trubadúr

Trubadúři neboli trobadoři byli básníci, skladatelé, muzikanti a zpěváci v jedné osobě, kteří se vyskytovali ve vrcholném středověku zejména v jižní Francii – Okcitánii. Jejich řečí byla okcitánština, románský jazyk příbuzný francouzštině a katalánštině. Právě z okcitánštiny pochází i pojmenování trobadorů: Trobar v okcitánštině znamená tvořit a trobador je pak tvůrce. Nejstarší trobador, jehož dílo známe, je Vilém IX. Akvitánský, jeho dílo ovšem vykazuje znaky vyspělosti, proto se předpokládá, že stavěl už na předchozí tradici.[zdroj?]
Styl trubadúrů přebíraly i okolní země, byli inspirací pro truvéry v severní Francii i pro německé minnesängry.